# Teja Glažar
Mateja »Teja« Glažar, slovenska gledališka in filmska igralka, * 30. januar 1942, Varaždin.

## Življenje
Teja Glažar se je rodila 30. januarja 1942 v Varaždinu na Hrvaškem. Obiskovala je osnovno šolo in nižjo gimnazijo v Mariboru, maturirala pa je na slikarskem oddelku šole za grafično oblikovanje v Zagrebu. Leta 1962 se je vpisala na dramsko igro in umetniško besedo na Akademiji za gledališče, radio, film in televizijo v Ljubljani. Študij je zaključila leta 1966. Dve leti je nastopala v ljubljanski Drami in MGL, nato pa se je zaposlila v PDG Nova Gorica (danes SNG Nova Gorica) in tam ostala zaposlena do upokojitve. Zaigrala je tudi v več filmih (med drugim v Poslednji postaji režiserja Jožeta Babiča, Doktorju Vojka Duletiča ter Kajmaku in marmeladi Branka Đurića) in na televiziji.

## Zasebno
S pokojnim možem, režiserjem Jožetom Babičem, sta se poznala v ljubljanskem Mestnem gledališču, ko je tam igrala še kot študentka v predstavi, ki jo je Babič režiral. Njena pokojna hči Barbara Babič († 2025) je bila prav tako igralka.

## Filmografija
- Zgodba, ki je ni (1967)
- Poslednja postaja (1971)
- Krč (1979)
- Razseljena oseba (1982)
- Dih (1983)
- Doktor (1985)
- Ljubezni Blanke Kolak (1987)
- Odpadnik (1988)
- Decembrski dež (1990)
- Radio.doc (1995)
- Skriti spomin Angele Vode (2009)
- Usodno vino (2017)

## Nagrade[3]
- 2015 − tantadruj za življenjsko delo
- 2010 − odličje Marija Vera, igralsko priznanje ZDUS za življenjsko delo
- 2003 − nagrada Franceta Bevka Mesta Nova Gorica za umetniške dosežke v PDG
- 1985 − bronasta vrtnica na 1. srečanju gledališče Alpe Jadran za ansambelsko igro (Ne krop, ne voda, PDG Nova Gorica)
- 1980 − nagrada Sklada Staneta Severja za vlogo Nore (Nora ali Hiša lutk, PDG Nova Gorica)